# Franc-Nohain
Franc-Nohain, pseudonimo di Maurice Étienne Legrand (Corbigny, 25 ottobre 1872 – Parigi, 18 ottobre 1934), è stato un librettista e poeta francese.
Maggiormente noto per aver scritto i libretti di L'Heure espagnole di Maurice Ravel e per altre operette di Claude Antoine Terrasse.

## Opere

### Versi
- Les Inattentions et sollicitudes - Vanier, 1894
- Flûtes (Poèmes amorphes, fables, anecdotes, curiosités) - Revue blanche, 1898
- Les Chansons des trains et des gares - Revue blanche, 1899
- La Nouvelle cuisinière bourgeoise - Revue blanche, 1900
- Le Dimanche en famille - Juven, 1902
- Fables (livres I, II, III) - Renaissance du Livre, 1921
- Le Kiosque à musique (Flûtes - Les Chansons des trains et des gares - Le Dimanche en famille) - Fasquelle, 1922
- Le Jardin des Bêtes et des Plantes - « Le Livre », 1923
- Fables (édition illustrée) - Renaissance du Livre, 1923
- L'Orphéon (chœurs et cantates) - Renaissance du Livre, 1925
- Fables Nouvelles (livres IV, V, VI) - Renaissance du Livre, 1927
- Fables (livres I à IX) - Grasset, 1931
- Nouvelles Fables (livres X, XI, XII) - La Voie Descendante suivie de Terminus - Spes, 1933
- Poèmes amorphes (Inattentions et sollicitudes suivi de Flûtes) - J.-J. Pauvert, 1969

### Novelle e romanzi
- Le Pays de l'Instar - Fasquelle, 1901
- L'honorable Conque, député - Chatenay, 1902
- Jaboune - Fasquelle, 1910
- Le Gardien des Muses - Fasquelle, 1913
- Le Journal de Jaboune - Lafitte, 1914
- Serinettes et petites oies blanches - Renaissance du Livre, 1919
- Couci-couça - Renaissance du Livre, 1922
- Les Salles d'attente - Renaissance du Livre, 1922
- La Marche nuptiale - Les Œuvres libres, 1923
- La petite Madame Grivot - Renaissance du Livre

### Teatro e libretti d'operetta
- Vive la France ! (trilogie à grand spectacle) - 1898 (Collège de Pataphysique, 2004)
- La Grenouille et le Capucin - 1900
- Vingt mille âmes - 1901
- Au temps des croisades - 1901
- La Fiancée du scaphandrier - Revue Blanche, 1902
- La Botte secrète - 1903
- L'Heure espagnole - 1904 (Société littéraire de France, 1923)
- Le bonhomme Jadis - 1906
- Les Transatlantiques (con Abel Hermant) - 1911
- La Victime (con Fernand Vandérem - 1914
- Un jardin sur l'Oronte (d'après Maurice Barrès) -1922
- La Marche nuptiale - Les Œuvres libres, 1923
- L'Espagne, les Indes, l'Odéon - L'Heure espagnole - La Marche indienne - La belle éveillée - Renaissance du Livre, 1928
- Le Chapeau chinois - Stock, 1931
- Les Perceptions extérieures - Collège de Pataphysique, 1953

### Biografie, saggi e adattamenti per ragazzi
- Les Mémoires de Footit et Chocolat, clowns - Lafitte, 1907
- Guillaume Tell - Lafitte, 1908
- Charlemagne - Lafitte
- Malbrough - Lafitte
- Robin des bois - Lafitte
- Les Mille et une nuits - Lafitte
- Voyages de Gulliver - Lafitte
- Contes d'Andersen - Lafitte
- Les Joujoux de la vie - Juven, 1911
- Fiches d'histoire politique et sociale contemporaine (1910-1911-1912) - Lethielleux, 1913
- Histoire anecdotique de la guerre [avec Paul Delay] (14 vol.) - Lethielleux, 1915
- De la mer aux Vosges - Ed. de Boccard, 1921
- Les avis de l'oncle Bertrand - Renaissance du Livre, 1922
- Le cabinet de lecture (1ère série) - Renaissance du Livre, 1922
- Le cabinet de lecture (2ème série) - Renaissance du Livre, 1925
- Aux quatre coins de Paris - Société des Amis des livres, 1926
- La vie amoureuse de Jean de La Fontaine - Flammarion, 1928
- L'Art de vivre - Spes, 1929
- La Cité heureuse - Spes, 1930
- Dites-nous quelque chose - Stock, 1930
- Guide du bon sens - Editions des Portiques, 1932
- Bien vivre - Flammarion, 1932
- Saint Louis - Flammarion, 1932
- Images de Saint Louis - Flammarion, 1933
- Bayard ou la gentillesse française - Spes, 1934
- Histoire sainte - Flammarion, 1934

## Premi letterari
Nel 1932 ha ricevuto, per l'insieme della sua opera letteraria, il Gran premio di letteratura dell'Accademia francese.